# Martin W. Schnell
Martin W. Schnell (* 19. April 1962 in Gelsenkirchen) ist ein deutscher Philosoph und Hochschullehrer.

## Leben
Nach seinem Studium, der Promotion und Habilitation bei Bernhard Waldenfels im Fach Philosophie an der Ruhr-Universität in Bochum wurde Schnell dort 1999 Privatdozent. Im Jahr 2002 wurde er als Universitätsprofessor an die Universität Witten/Herdecke berufen. Dort hat er den Lehrstuhl für „Sozialphilosophie und Ethik im Gesundheitswesen“ inne, ist zudem Leiter des „Querschnittsbereichs 2: Geschichte, Theorie und Ethik der Medizin“ und stellvertretender Leiter des Masterstudiengangs „Ethik und Organisation“ an der Fakultät für Gesundheit.
Außerdem war er Direktor des „Instituts für Ethik und Kommunikation im Gesundheitswesen (IEKG)“ an der Universität Witten/Herdecke und Bundesvorsitzender der Ethikkommission der Deutschen Gesellschaft für Pflegewissenschaft.
Aktuell ist er Berater von Hochschulen bei der Einrichtung von Ethikkommissionen, Mitherausgeber der Buchreihe „Palliative Care und Forschung“ im Springer Verlag, Mitherausgeber der Zeitschrift „Journal Phänomenologie“. Er ist ständiger Gast an der Paracelsus Medizinischen Privatuniversität in Salzburg und hat verschiedene Positionen als Aufsichtsrat und wissenschaftlicher Beirat an Hochschulen und Institutionen der Gesundheitsversorgung inne.

## Wissenschaftliche Arbeit
Ausgehend von der Phänomenologie der Leiblichkeit und beeinflusst durch die Philosophie Paul Ricoeurs, entwirft Schnell eine Sozialphilosophie der Vulnerabilität. Diese richtet sich kritisch gegen jede Ethik, die Autonomie, Rationalität und andere Eigenschaften zur Bestimmung des Wertes eines Lebewesens ansetzt. Die rationalistischen Ethiken tendieren dazu, Wesen, die diese Eigenschaften nicht oder nicht in Gänze erfüllen, aus dem Schutzbereich des Ethischen auszuschließen. Mit der Vulnerabilität wird demgegenüber eine Eigenschaft angeführt, die jedes Lebewesen auszeichnet und zur Grundlage einer nicht exklusiven Ethik wird, die beansprucht, niemanden aus dem Schutzbereich von Achtung und Würde auszuschließen. Diese allgemeine Bestimmung, die als Ethik der Person, der Tiere und der Natur konkretisiert wird, mündet in einer Auffassung des Politischen, das in Form der Demokratie den Anspruch der Nichtexklusivität ausgestaltet.  Als empirischer Forscher hat Schnell das Thema der Vulnerabilität in vielen Bereichen der Medizin- und Pflegeethik, sowie hinsichtlich der gesellschaftlichen Auffassungen von Leben und Tod untersucht. Zuletzt befasste er sich mit Prozessen der Digitalisierung der Lebenswelt, welche die Materialität vulnerablen Lebens in quantifizierbare Daten zu transformieren versuchen.

## Veröffentlichungen (Auswahl)

### Als Autor
- Phänomenologie des Politischen. Wilhelm Fink Verlag, München 1995, ISBN 978-3-7705-3013-7.
- Zugänge zur Gerechtigkeit. Wilhelm Fink Verlag, München 2001, ISBN 978-3-7705-3577-4.
- Ethik im Begutachtungswesen (Stud.-Brief). Bochum: Remind; 2002.
- mit Charlotte Heinritz: Forschungsethik: ein Grundlagen- und Arbeitsbuch mit Beispielen für die Gesundheits- und Pflegewissenschaft. 1. Auflage. Hans Huber Verlag, Bern 2006, ISBN 978-3-456-84288-2.
- Ethik als Schutzbereich. Lehrbuch für Pflege, Medizin, Philosophie. Hans Huber Verlag, Bern 2008, ISBN 978-3-456-84492-3.
- Ethik im Zeichen vulnerabler Personen. Leiblichkeit – Endlichkeit – Nichtexklusivität. Velbrück Wissenschaft, Weilerswist 2017, ISBN 978-3-95832-121-2.
- mit Christine Dunger: Forschungsethik: Informieren - reflektieren - anwenden. 2. Auflage. Hogrefe Verlag, Bern 2018, ISBN 978-3-456-85850-0.
- Das Ethische und das Politische. Sozialphilosophie am Leitfaden der Vulnerabilität. Velbrück Wissenschaft, Weilerswist 2020, ISBN 978-3-95832-217-2.
- Medizinethik und Vulnerabilität. Velbrück Wissenschaft, Weilerswist 2023, ISBN 978-3-95832-335-3.

### Als Herausgeber
- mit Hans Friesen: Spannungsfelder der Diskurse. LIT, Münster 1987, ISBN 978-3-88660-342-8.
- Pflege und Philosophie. Interdisziplinäre Studien über den bedürftigen Menschen. Huber, Bern 2002, ISBN 978-3-456-83676-8.
- Leib. Körper. Maschine. Interdisziplinäre Studien über den bedürftigen Menschen. Verlag selbstbestimmtes Leben, Düsseldorf 2004, ISBN 978-3-910095-57-1.
- Ethik der Interpersonalität. Die Zuwendung zum anderen Menschen im Licht empirischer Forschung. Schlüter, Hannover 2005, ISBN 978-3-89993-147-1.
- mit Angelika Zegelin: Die Sprachen der Pflege. Interdisziplinäre Beiträge aus Pflegewissenschaft, Medizin, Linguistik und Philosophie. Schlütersche, Hannover 2006, ISBN 978-3-89993-168-6.
- mit Angelika Zegelin: Patientenverfügung. Begleitung am Lebensende im Zeichen des verfügten Patientenwillens. Lehrbuch für Medizin und Pflege. Huber, Bern 2009, ISBN 978-3-456-84722-1.
- mit Markus Dederich: Anerkennung und Gerechtigkeit in Heilpädagogik, Pflegewissenschaft und Medizin. transcript, Bielefeld 2011, ISBN 978-3-8376-1549-4.
- mit Christian Schulz: Basiswissen: Palliativmedizin. Springer, Berlin 2012. 3. Auflage 2019, ISBN 978-3-662-59284-7.
- mit Christian Schulz: Dem Sterben begegnen. Huber, Bern 2015, ISBN 978-3-456-85462-5.
- mit Christian Schulz: 30 Gedanken zum Tod. Nicolai Verlag, Berlin 2016, ISBN 978-3-89479-819-2.
- mit Christine Dunger: Digitalisierung der Lebenswelt. Studien zur Krisis nach Husserl. Velbrück, Weilerswist 2019, ISBN 978-3-95832-170-0.
- mit Leonhard Föcher: Lebensgeschichte ist Stadtgeschichte. 100 Jahre Gladbeck. Ruhrstadtverlag, Gladbeck 2019, ISBN 978-3-9821256-1-9.
- mit Leonhard Föcher, Friedhelm Schillo, Norbert Meißner: Menschen im Blick. Fotografien von Heinz Leitermann, Ruhrstadtverlag, Gladbeck 2020, ISBN 978-3-9821256-2-6.
- mit Thorsten Langer: Grundlagen der Arzt-Patient-Interaktion. ML-Verlag, Kulmbach 2020, ISBN 978-3-96474-192-9
- mit Christian Schulz-Quach: Entscheidungsfindung von professionellen Mitarbeitern in der Palliative Care. Zwei randomisiert-kontrollierte Studien. Springer, Wiesbaden 2021, ISBN 978-3-658-32166-6
- mit Lukas Nehlsen: Begegnungen mit Künstlicher Intelligenz. Intersubjektivität, Technik, Lebenswelt, Velbrück, Weilerswist 2022, ISBN 978-3-95832-288-2
- mit Christine Dunger: Corona: Todesangsat und Hilfsbereitschaft, Springer, Wiesbaden, ISBN 978-3-658-39704-3

## Auszeichnungen
- 2007: Peter Bartholmes Teaching Award 2007. Alumniorganisation der Universität Witten/Herdecke[1]
- 2008: Posterpreis der Deutschen Gesellschaft für Palliativmedizin für das Projekt „Kommunikation mit Sterbenden“
- 2009: Oskar-Kuhn-Preis für Gesundheitskommunikation 2009. Bleib Gesund Stiftung 2009
- 2011: Förderpreis der Deutschen Gesellschaft für Palliativmedizin[9]
- 2014: Förderpreis der Deutschen Gesellschaft für Palliativmedizin[10]